# Protohyperiopsis curticornis
Protohyperiopsis curticornis is een vlokreeftensoort uit de familie van de Hyperiopsidae. De wetenschappelijke naam van de soort is voor het eerst geldig gepubliceerd in 1960 door Birstein & Vinogradov.